# كابوكيبو!
كابوكيبو! (باليابانية: カブキブ!، بالروماجي: Kabukibu!) هي سلسلة رواية خفيفة من تأليف يوري إيدا ورسم إيشينويا، نشرت من قبل كادوكاوا شوتين، منذ 24 اغسطس عام 2013 حتى 25 نوفمبر 2017، وتكونت من 7 مجلدات. اقتبست إلى سلسلة مانغا من تأليف يوري إيدا ورسم تشيزو كاميكو، نشرت من قبل كادوكاوا في مجلة يونغ إيس، منذ 3 فبراير عام 2017. أنتجت مسلسل أنمي تلفزيوني من قبل ستوديو دين، وتم تصميم الشخصيات من قبل كلامب. عرض الأنمي في 6 أبريل عام 2017 واستمر عرضه حتى 22 يونيو عام 2017، وتكون من 12 حلقة.

## القصة
تدور أحداث القصة عن كوروغو كورسو هو طالب في المدرسة الثانوية ويحب فن الكابوكي كثيرًا. يتوق كوروغو إلى أداء الكابوكي في نادي في مدرسته، لكن مدرسته حاليًا لا يوجد بها نادي للكابوكي. لذلك يشرع كوروغو في إنشاء نادي كابوكي، وأول عمل له هو جمع الأعضاء.

## الشخصيات
كوروغو كوروسو (باليابانية: 来栖黒悟، بالروماجي: Kurogo Kurusu)
أداء صوتي: تايتشي إيتشيكاوا
تونبو موراسي (باليابانية: 村瀬とんぼ، بالروماجي: Tonbo Murase)
أداء صوتي: يويتشيرو أوميهارا
شين أكوتسو (باليابانية: 阿久津新، بالروماجي: Shin Akutsu)
أداء صوتي: ريوتا أوساكا
جين إيبيهارا (باليابانية: 蛯原仁، بالروماجي: Jin Ebihara)
أداء صوتي: كينغو كاوانيشي
هاناميتشي نيوا (باليابانية: 丹羽花満، بالروماجي: Hanamichi Niwa)
أداء صوتي: نوبوناغا شيمازاكي
كاورو أساغي (باليابانية: 浅葱芳، بالروماجي: Kaoru Asagi)
أداء صوتي: يوكو كايدا
ماروكو جانومي (باليابانية: 蛇ノ目丸子، بالروماجي: Maruko Janome)
أداء صوتي: يومي أوتشياما
ريري ميواياما (باليابانية: 三輪山梨里، بالروماجي: Riri Miwayama)
أداء صوتي: أياكا أساي
كازوما كاتسومي (باليابانية: 数馬克己، بالروماجي: Kazuma Katsumi)
أداء صوتي: كازوتومي ياماموتو
تسوراني تومي (باليابانية: 遠見連، بالروماجي: Tsurani Tōmi)
أداء صوتي: تومواكي ماينو

## وصلات خارجية
- كابوكيبو![وصلة مكسورة] باللغة اليابانية
- موقع الأنمي الرسمي باللغة اليابانية